# North Lilbourn (Misuri)
North Lilbourn es una villa ubicada en el condado de Nueva Madrid en el estado estadounidense de Misuri. En el Censo de 2010 tenía una población de 49 habitantes y una densidad poblacional de 109,99 personas por km².

## Geografía
North Lilbourn se encuentra ubicada en las coordenadas 36°36′7″N 89°37′19″O / 36.60194, -89.62194. Según la Oficina del Censo de los Estados Unidos, North Lilbourn tiene una superficie total de 0.45 km², de la cual 0.45 km² corresponden a tierra firme y (0%) 0 km² es agua.

## Demografía
Según el censo de 2010, había 49 personas residiendo en North Lilbourn. La densidad de población era de 109,99 hab./km². De los 49 habitantes, North Lilbourn estaba compuesto por el 14.29% blancos, el 85.71% eran afroamericanos, el 0% eran amerindios, el 0% eran asiáticos, el 0% eran isleños del Pacífico, el 0% eran de otras razas y el 0% pertenecían a dos o más razas. Del total de la población el 0% eran hispanos o latinos de cualquier raza.